# Famille de Buyer
Pour les articles homonymes, voir Familles de Buyer.
La famille de Buyer (olim Boyer) est une famille subsistante de la noblesse française originaire de Gascogne. Une branche s'installa à la fin du XVIIIe siècle en Franche-Comté où ses membres devinrent maîtres de forges, puis industriels dans les Vosges.

## Origine
Comme le rapporte Gustave Chaix d'Est-Ange, une tradition sans preuves rattache cette famille à une autre famille Buyer imprimeurs lyonnais aux XVe siècle et XVIe siècle et dont plusieurs membres furent échevins de cette ville.
La filiation suivie de la famille de Buyer remonte à noble Claude Buyer (ou Boyer), sieur de La Peyrade, qui vivait à la fin du XVIe siècle en la sénéchaussée de Rivière-Verdun en Gascogne. Ce personnage aurait été un descendant de Jacques Buyer, échevin de Lyon en 1496, 1506 et 1510. Bernard Chérin indique toutefois que cette filiation ne repose sur aucune preuve.
Une branche restée en Gascogne s'éteignit en 1750 et une autre branche se fixa au début du XVIIIe siècle en Franche-Comté en la personne de François de Boyer (ou de Buyer) qui teste à Besançon en 1727.

## Noblesse
- La branche aînée de la famille de Buyer, donnée comme éteinte par Gustave Chaix d'Est-Ange, fut condamnée comme usurpatrice de noblesse en 1667 et en 1700 mais obtint une maintenue de noblesse sur la production de nouveaux titres le 14 février 1702 comme issue de Jacques Buyer, échevin de Lyon en 1496, 1506 et 1510[2].
- La branche cadette installée en Franche-Comté demanda en 1741 à substituer au nom Boyer celui de Buyer[2]. À la suite de son alliance en 1811 avec Olympe de Chaillot (fille de Christophe, marquis de Chaillot et de Judith Pauline Fyot de Mimeure), cette branche releva les noms de « Chaillot » et « Mimeure » pour former les rameaux dits de Buyer-Chaillot (éteint) et de Buyer-Mimeure (subsistant)[1],[3]. Elle aurait été maintenue noble par arrêt du Parlement de Franche-Comté du 4 janvier 1772[4], mais Gustave Chaix d'Est-Ange indique cependant qu'on ne voit pas qu'elle ait jamais fait régulariser sa situation nobiliaire, qu'elle ne fit pas l'objet de maintenues en la noblesse et qu'elle ne prit pas part aux assemblées de la noblesse en 1789[2].

## Maîtres de forges et industriels
À la suite du mariage de Claude Joseph de Buyer avec Marie Françoise Goux de Velleguindry, fille du maître de forges Jean-François Goux, la famille de Buyer hérite en 1796 de la forge de La Chaudeau à Aillevillers-et-Lyaumont. En 1822-1824 la veuve de Claude Joseph de Buyer, fait construire un laminoir dans la commune voisine de Magnoncourt.
En 1825, les frères de Buyer établissent sur une dérivation de la Semouse à Saint-Loup-sur-Semouse, une usine annexe à leur établissement de La Chaudeau pour la fabrication du fer blanc. Elle est encore en activité en 1905. En 1855 Rodolphe de Buyer  acquiert les forges de la Branleure à Aillevillers-et-Lyaumont. En 1865 à la mort de Rodolphe de Buyer, l'ensemble comprend la forge de Magnoncourt avec ses dépendances et les feux, martinets, étameries, laminoirs de La Chaudeau,. Sa femme hérite de l'hôtel de Buyer à Besançon qui appartient alors à la famille depuis 1782.
En 1862, à l'ouverture des houillères d'Éboulet à Champagney (Haute-Saône), Joseph et Arthur de Buyer en deviennent actionnaires. En 1866, à la fusion avec les houillères de Ronchamp, voisines, Arthur de Buyer devient membre du conseil d'administration des houillères de Ronchamp, puis son président en 1876, poste qu'il occupe pendant 24 ans. Le puits no 11 des houillères, le plus profond de France à l'époque, portera son nom et deviendra le puits Arthur-de-Buyer,.
Charles, fils de Jules et neveu d'Arthur, est nommé au conseil d'administration des houillères de Ronchamp en 1901 ; Louis de Buyer (fils de Charles) continue de diriger les forges de la Chaudeau jusqu'en 1972,. En 1926-1927, une nouvelle tréfilerie est construite au centre d'Aillevillers. Dernier site en activité, la tréfilerie est reprise en 1957 par la Tréfileries des Vosges (groupe Louyot).
La famille de Buyer reprend aussi plus tard une entreprise d'ustensiles de cuisine, au Val-d'Ajol (Vosges) qui prend le nom De Buyer.

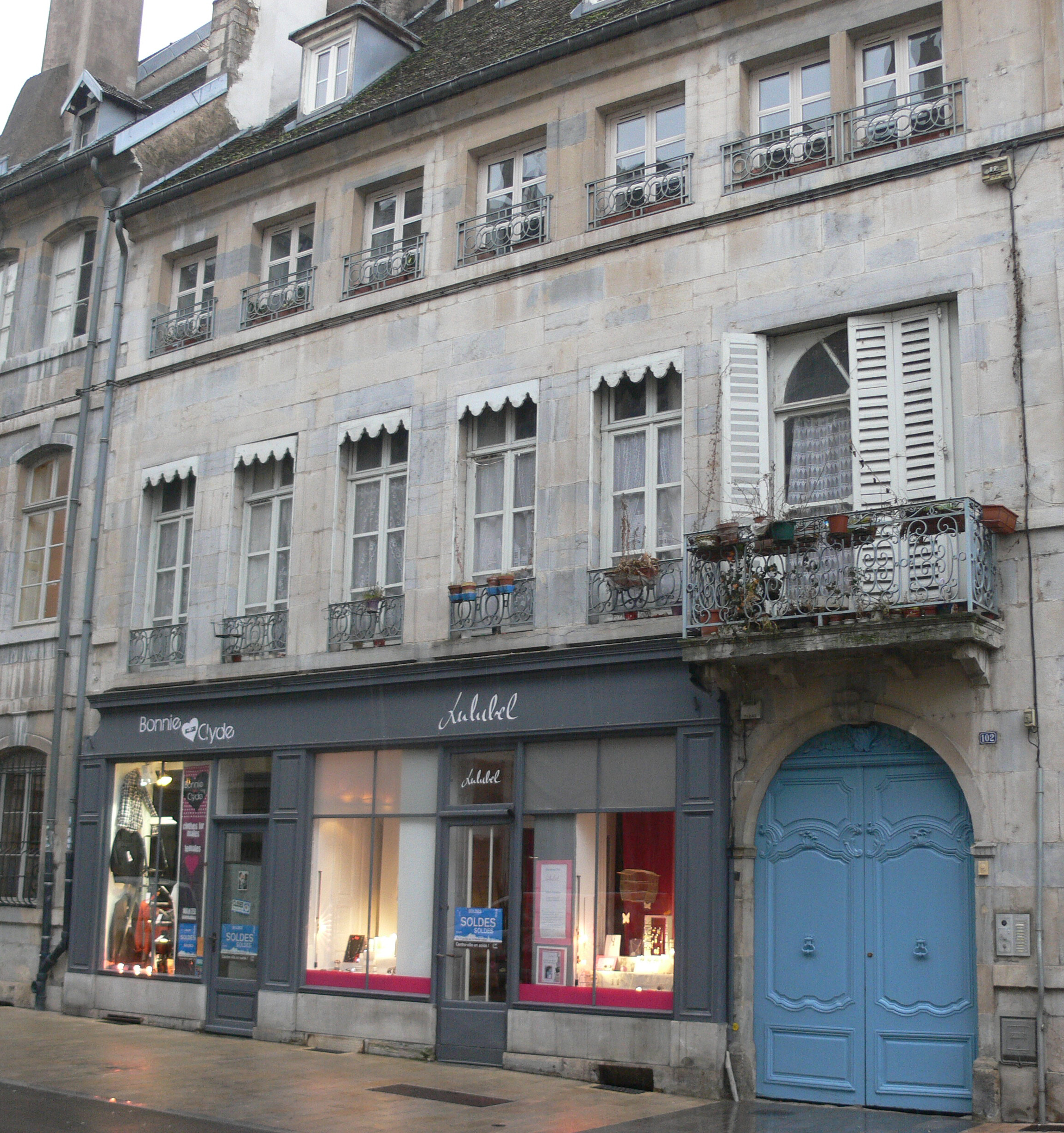
L'hôtel de Buyer à Besançon.
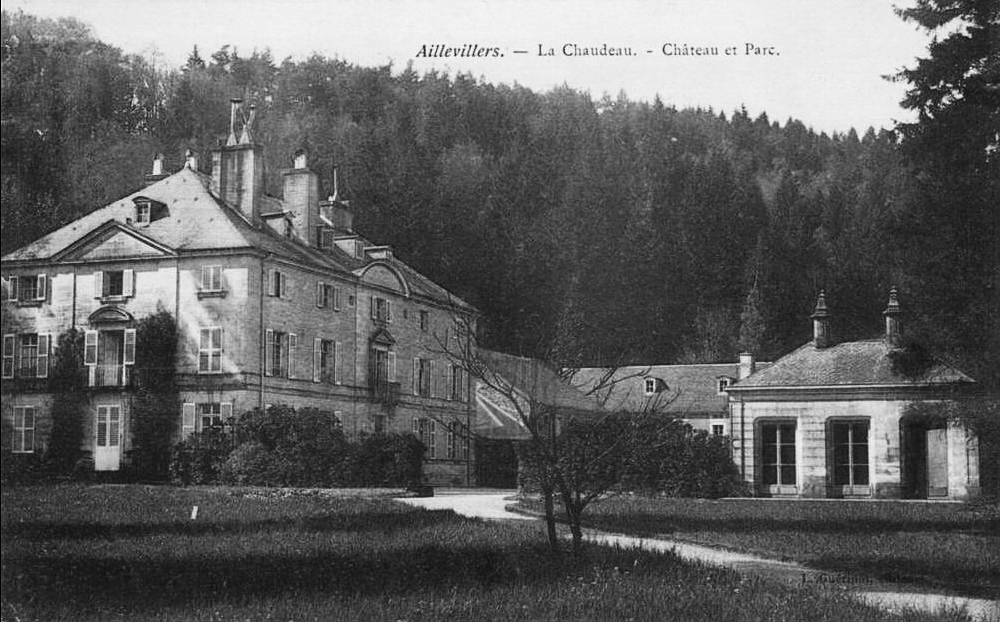
Le château de la famille de Buyer.
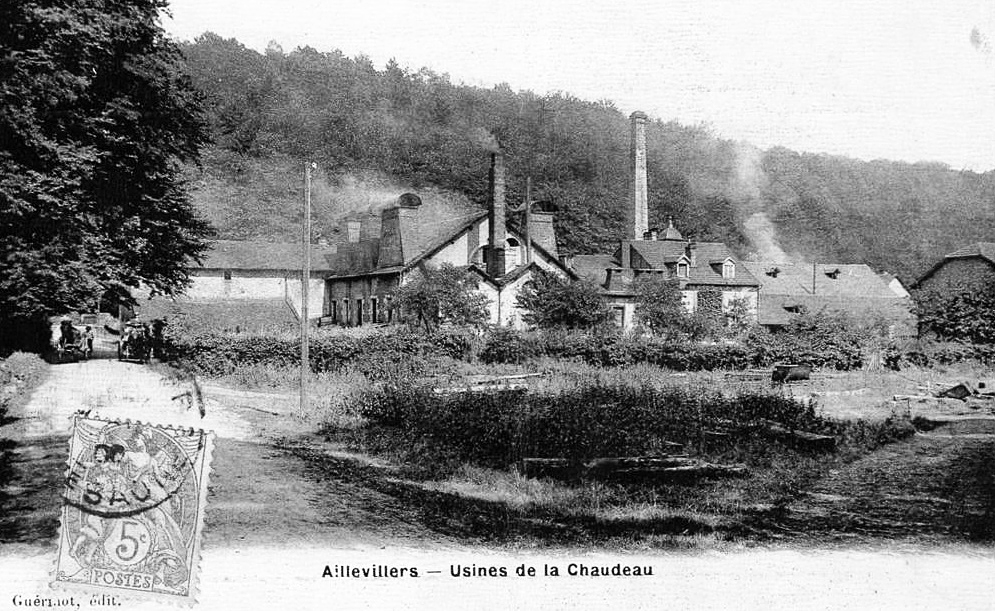
L'usine de la Chaudeau.
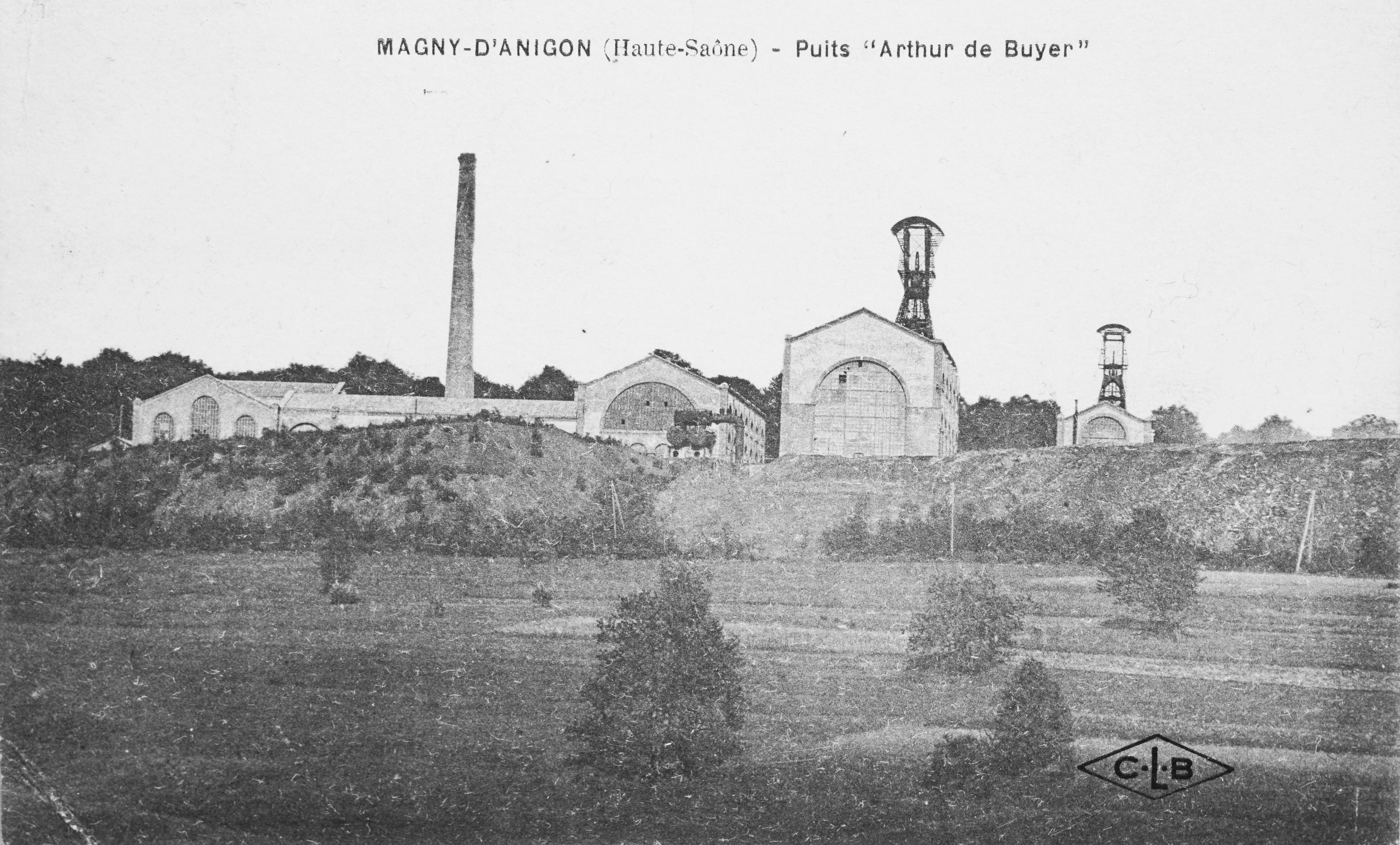
Le puits Arthur-de-Buyer.
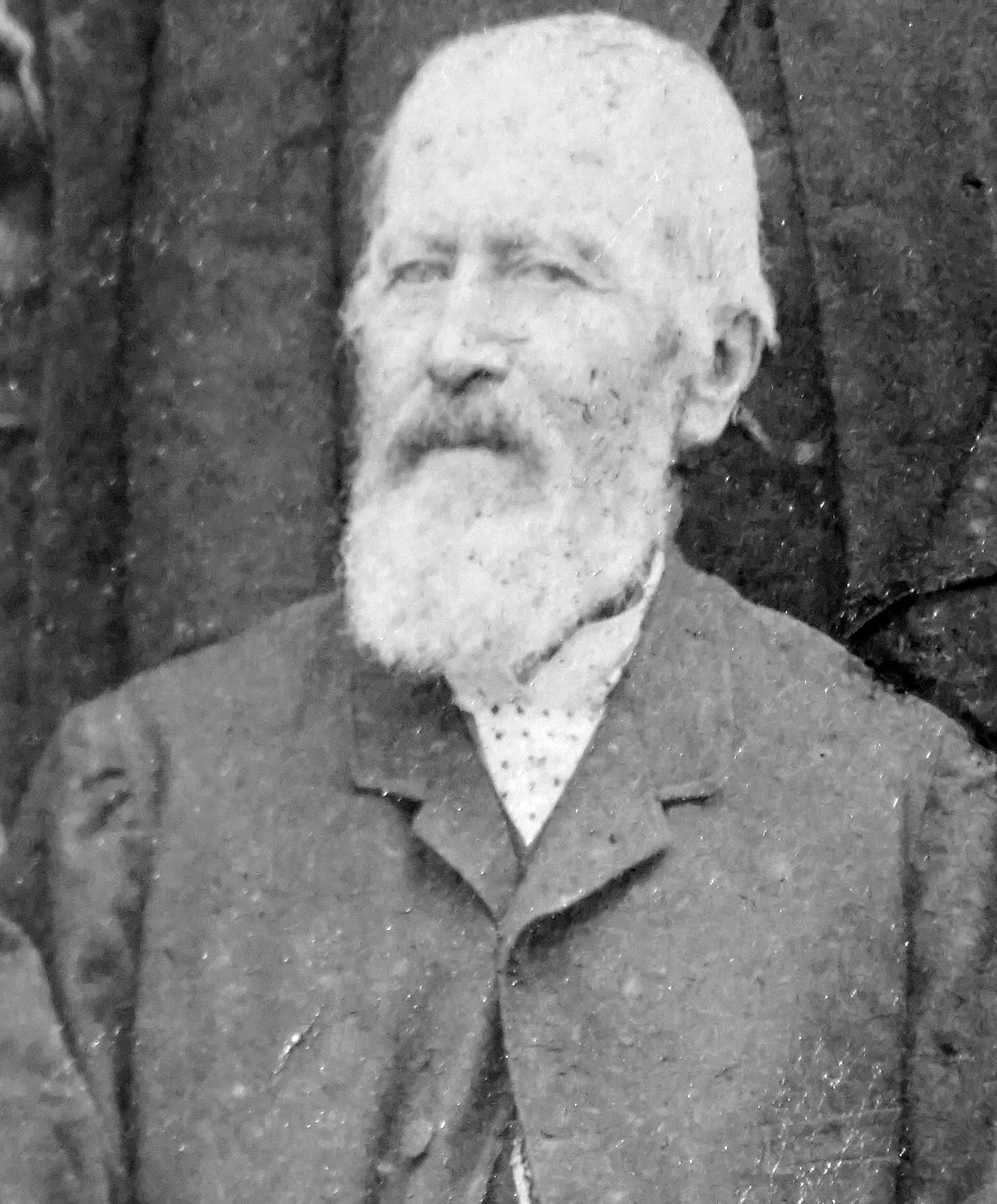
Arthur de Buyer.

## Personnalités
- Claude-Joseph de Buyer (1736-1799), inspecteur général de la deuxième division de la maréchaussée avec rang de mestre de camp de cavalerie (1784), maréchal de camp (1791), chevalier de l'ordre royal et militaire de Saint-Louis (1778).
- Rodolphe de Buyer (1782-1865), maître de forges et maire de Saint-Loup-sur-Semouse (1815-1830), chevalier de la Légion d'honneur (1817).
- Arthur de Buyer (1812-1903), maître de forges et Président du conseil d'administration des Houillères de Ronchamp de 1876 à 1900. Le puits no 11, qui est le puits le plus profond de France au début du XXe siècle, porte son nom.
- Robert de Buyer-Mimeure (1855-1919), général de division (1915) commandant les 2e et 3e corps de cavalerie, commandeur de la Légion d'honneur (22 juillet 1916), mort pour la France[14].

## Alliances
Les principales alliances de la famille de Buyer sont : Buatier (v. 1438), Dalmèze (v. 1450), (de) Rubys (v. 1465), de Salles (1595), de Revignan (1624), de Grenier (1640), de Lazierge (1658), de Lacaze (1695), du Cout (1668), , Aliotte ou Alette-Lacroix (1695), Bouchet de Bonnay (1733), Goux de Velleguindry (1744), d'Esterno(z) (1798), Pic de La Mirandole (1826), Beral de Sédaiges, de Boutechoux de Chavannes (1851), de Froissard-Broissia (1890), de Diesbach-Belleroche (1889), de Chaillot (1811), Lamy de La Perrière (1850), Viney (de La Verne) (1839), de Buyer-Mimeure (1880), de Jouffroy d'Abbans (1848), de Pons (1906), Calemard de La Fayette (1878), Bongarts-Lebbe (1912), Cébron de Lisle (1939), de L’Espinay (1979), de Roquefeuil (2013), du Saray de Vignolles (1894), Veyre de Soras (1925), Eudes d’Eudeville (1952), de Corail (1981), de Vergnette de la Motte (1956), de Buretel de Chassey (1985), Nicolazo de Barmon (1996), de Mullot de Villenaut (1895), Bruley des Varannes (1926), Léonard de Juvigny (1997), de Raincourt (1860), de Beaumont de Verneuil d’Auty (1922), de Bouvier (1922), Escudié de Vaillac (1954), Cleret de Langavant (1986), Drapeau (2013), Grou-Radenez (1961), Levesque du Rostu (1986), L’Emeillet (2017), Huchet de La Bédoyère (1992), Bessière (1990), de Froidefond des Farges (2000),  Roxard de La Salle (1895 et 1896), de Malliard (1921), d'Espalungue d'Arros (1897), de Pons, , etc.,,,,,,,.